# (6801) Střekov
(6801) Střekov ist ein Asteroid des inneren Hauptgürtels, der am 22. Oktober 1995 von dem tschechischen Astronomen Zdeněk Moravec am Kleť-Observatorium (IAU-Code 046) bei Český Krumlov entdeckt wurde.
Der Asteroid wurde nach der Burg Střekov im Stadtgebiet von Ústí n.L. benannt, die im Jahre 1319 erstmals erwähnt wurde.